# Perrysburg (Nova York)
Perrysburg és una població dels Estats Units a l'estat de Nova York. Segons el cens del 2000 tenia 408 habitants.

## Demografia
Segons el cens del 2000, Perrysburg tenia 408 habitants, 146 habitatges, i 96 famílies. La densitat de població era de 159,1 habitants per km².
Dels 146 habitatges en un 31,5% hi vivien nens de menys de 18 anys, en un 46,6% hi vivien parelles casades, en un 14,4% dones solteres, i en un 34,2% no eren unitats familiars. En el 30,8% dels habitatges hi vivien persones soles el 15,1% de les quals corresponia a persones de 65 anys o més que vivien soles. El nombre mitjà de persones vivint en cada habitatge era de 2,34 i el nombre mitjà de persones que vivien en cada família era de 2,88.
Per edats la població es repartia de la següent manera: un 20,3% tenia menys de 18 anys, un 7,1% entre 18 i 24, un 29,2% entre 25 i 44, un 29,4% de 45 a 60 i un 14% 65 anys o més.
L'edat mediana era de 42 anys. Per cada 100 dones de 18 o més anys hi havia 93,5 homes.
La renda mediana per habitatge era de 37.045 $ i la renda mediana per família de 43.125 $. Els homes tenien una renda mediana de 36.406 $ mentre que les dones 24.219 $. La renda per capita de la població era de 17.190 $. Entorn del 7,9% de les famílies i el 24% de la població estaven per davall del llindar de pobresa.